# ボーフォート公爵
ボーフォート公爵（ボーフォートこうしゃく、英語: Duke of Beaufort）は、イングランド貴族の公爵位。
第3代サマセット公ヘンリー・ボーフォートの非嫡出子チャールズ・サマセットが1514年に叙されたウスター伯爵位を前身とする。5代ウスター伯ヘンリー・サマセットの代の1642年にウスター侯爵位を与えられ、3代ウスター侯ヘンリー・サマセットの代の1682年にボーフォート公爵位を与えられた。以来同公爵位はその子孫によって継承され、現在に至っている。2019年現在の当主は第12代ボーフォート公ヘンリー・サマセットである。

## 歴史
ランカスター公ジョン・オブ・ゴーント（エドワード3世の四男）の子孫である第3代サマセット公ヘンリー・ボーフォートは1464年にヘクサムの戦いの敗北により処刑され、ついでその弟の第4代サマセット公エドムンド・ボーフォートも1471年のテュークスベリーの戦いの敗北で処刑され、サマセット公爵家の相続人は途絶えた。
しかし第3代サマセット公には非嫡出子チャールズ・サマセット（1460-1526）があった（彼のサマセット姓は父の爵位から取っている）。彼は非嫡出子であるためサマセット公爵位の相続権はなかったが、ヘンリー7世の又従兄弟にあたるという関係から1514年2月1日に新たにイングランド貴族爵位ウスター伯爵(Earl of Worcester) を与えられた。
その子である2代ウスター伯ヘンリー(1496-1549) は、ウスター伯爵位継承前の1512年3月21日に母エリザベスから第4代ハーバート男爵（イングランド爵位）を継承している。
3代ウスター伯ウィリアム (1526-1589) は、初代サマセット公エドワード・シーモアや第4代ノーフォーク公トマス・ハワードが大逆罪に問われた裁判に関与し、とりわけサマセット公の裁判においては有罪を主張する最右翼だった（この件と後述するサマセット公爵位復権をめぐる両家の争いから現在に至るまでサマセット公爵家とボーフォート公爵家は仲が悪く、和解は成っていない）。
4代ウスター伯エドワード (1550-1628) は、ジェームズ1世からセヴァーン川の渡航料徴収権を獲得しており、この権利は20世紀まで続いた。
5代ウスター伯ヘンリー (1577-1646) は1642年3月2日にイングランド貴族爵位ウスター侯爵(Marquess of Worcester)に叙せられた。

2代ウスター侯エドワード（1602-1667）は、1645年にグラモーガン伯爵 (Earl of Glamorgan) 」に叙された。加えて従属爵位としてグロスモント子爵 (Viscount Grosmont) 」もしくはモンマス州におけるカルデコート城のボーフォート男爵 (Baron Beaufort, of Caldecote Castle in the County of Monmouth)あるいはその両方を与えられた。（この一連の爵位はその有効性及び存在性に議論がある）。彼はさらに1660年の王政復古の際、先祖のサマセット公爵位の復権を受けることを狙ったが、シーモア家もサマセット公爵位の復権運動を行った。結局チャールズ2世はシーモア家のハートフォード侯爵ウィリアム・シーモア（初代サマセット公エドワード・シーモアの曾孫）にサマセット公爵位復権を認め、2代ウスター侯の主張は通らなかった。

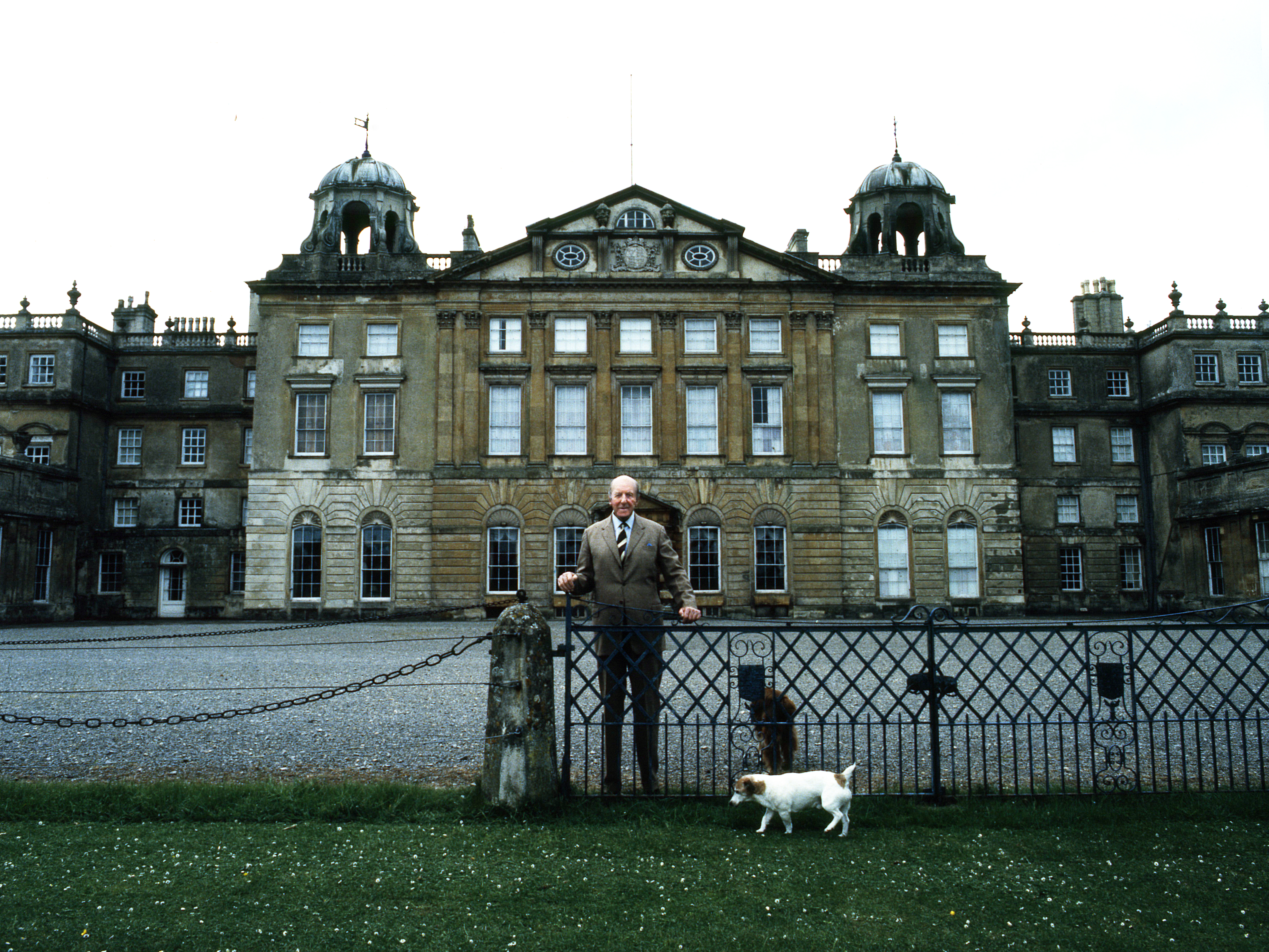
グロスタシャー・バドミントンにある自邸バドミントン・ハウスをバックに立つ第10代ボーフォート公ヘンリー・サマセット。

3代ウスター侯ヘンリー (1629-1700) は、1682年12月2日に先祖の姓に由来するイングランド貴族爵位ボーフォート公爵が与えられた。これがボーフォート公爵家の始まりとなった。彼は襲爵前には庶民院議員であり、王政復古の際に王党派として活躍した。以降もステュアート朝支持の王党派として行動し、トーリー党の代表的政治家となった。名誉革命の際にもジェームズ2世廃位・ウィリアム3世の即位に断固反対した。また彼はグロスタシャー・バドミントンに広大な領地と邸宅を入手し、以降ここが公爵家の本拠となっている。
3代公ヘンリー (1707-1745) は、第3代スカダモー子爵ジェイムズ・スカダモーの娘フランセスと結婚したが、彼女の浮気を理由に離婚。その離婚訴訟の中でフランセスから性的不能者扱いされたことに激怒し、6人の医師から自らが不能者ではないことを証明してもらう騒ぎになり、話題となった。
5代公ヘンリー (1744-1803) は1803年6月4日に爵位保有者不在 (abeyant) になっていたボトトート男爵（イングランド爵位）を継承した。
7代公ヘンリー (1792-1853) は襲爵前にハリエット・ウィルソンとの恋愛スキャンダルで話題となった。
8代公ヘンリー (1824-1899) は家芸の狩猟をはじめとして様々なスポーツに精通した。「バドミントン」の名で知られるスポーツも彼の代にバドミントンで発足したものである。
9代公ヘンリー (1847-1922) は、ボーフォート公爵領に鉄道を通過させたがっていた鉄道会社との交渉によって1903年に事実上公爵家専用となるバドミントン駅を作らせた（1968年に大幅な赤字に苦しむ英国国鉄が10代公爵と交渉した結果、同駅は廃止されている）。
10代公ヘンリー (1900-1984) は家芸の狩猟に力を入れ、ラトランド公爵家のビーヴァー・ハントと並ぶバドミントン・ハントの主催者として著名となった。20世紀の税金攻勢で貴族は所有地を半減させた家が多いが、ボーフォート公爵家は彼が財産を巧みに運用したおかげで5万2,000エーカーの土地を手放さずにすんだばかりか、1,000エーカーの土地を増加させている。第二次世界大戦中にはメアリー王太后が親族のボーフォート公爵家のバドミントン・ハウスに疎開してきた。彼女は同屋敷で女主人も同然に過ごし、屋敷の蔦を無断で切り取らせるなど好き勝手なことをして公爵の頭痛のタネとなった。
10代公は子供に恵まれず、8代公爵の次男の子孫にあたるデイヴィッド・サマセット(1928-2017) が11代公爵位を継承した。なおボトトート男爵とハーバート男爵は11代公には受け継がれておらず、ボトトート男爵位は10代公の死とともにその姉妹間で優劣がつかず保有者不在 (abeyant) となっている一方、ハーバート男爵位も同様であったが、2002年にデイビッド・ジョン・サイフレッド＝ハーバートが第19代ハーバート男爵を承継することが確定した。
2017年の11代公の死後、その長男のヘンリー・サマセットが12代公を継承した。彼が現在の当主である。

## 逸話
- 初代ボーフォート公ヘンリー以来、トーリー気質の家柄で知られ、9代ボーフォート公ヘンリーは、ホイッグ党幹部の第3代サンダーランド伯爵チャールズ・スペンサーの子孫にあたるウィンストン・チャーチルについて、200年前の恨みから「できたら我が家の猟銃で八つ裂きにしてやりたい」と語ったという[20]。

## 現当主の保有爵位
現在の当主である12代ボーフォート公ヘンリー・サマセットは以下の爵位を保有している。
- 第12代ボーフォート公爵（12th Duke of Beaufort）
(1682年12月2日の勅許状によるイングランド貴族爵位)
- 第14代ウスター侯爵（14th Marquess of Worcester）
(1643年5月2日の勅許状によるイングランド貴族爵位。法定推定相続人の儀礼称号)
- 第18代ウスター伯爵（18th Earl of Worcester）
(1514年2月1日の勅許状によるイングランド貴族爵位)
- 第13代グラモーガン伯爵（13th Earl of Glamorgan）
(1645年1月10日の勅許状によるイングランド貴族爵位。有効性に議論有り)
- 第13代グロスモント子爵（13th Vicount Grosmont）
(1645年1月10日の勅許状によるイングランド貴族爵位。有効性とその存在に議論有り)
- モンマス州におけるカルデコート城の第13代ボーフォート男爵（13th Baron Beaufort, of Caldecote Castle in the County of Monmouth）
(1645年1月10日の勅許状によるイングランド貴族爵位。有効性とその存在に議論有り)

## 一覧

### ウスター伯爵（1514年）
| 肖像                                                                                                 | 爵位の代数 名前 （生没年）                                                | 受爵期間                       | 続柄                      | その他の爵位              |
| --- | ------------------------------------------------------------------------- | ------------------------------ | ------------------------- | ------------------------- |
| | 初代ウスター伯爵 チャールズ・サマセット (Charles Somerset) （1460-1526）  | 1514年2月1日 - 1526年4月15日   | 3代サマセット公の非嫡出子 |                           |
| | 第2代ウスター伯爵 ヘンリー・サマセット (Henry Somerset) （1496-1549）     | 1526年4月15日 - 1549年11月26日 | 先代の子                  | ハーバート男爵            |
| | 第3代ウスター伯爵 ウィリアム・サマセット (William Somerset) （1526-1589） | 1549年11月26日 - 1589年2月21日 | 先代の子                  | ハーバート男爵            |
| | 第4代ウスター伯爵 エドワード・サマセット (Edward Somerset) （1550-1628）  | 1589年2月21日 - 1628年3月3日   | 先代の子                  | ハーバート男爵            |
| | 第5代ウスター伯爵 ヘンリー・サマセット (Henry Somerset) （1577-1646）     | 1628年3月3日 - 1646年12月18日  | 先代の子                  | ウスター侯 ハーバート男爵 |
| 1643年3月2日にウスター侯爵に叙される。以降ウスター侯爵位と継承者が同じ。下記のウスター侯爵の欄参照。 |                                                                           |                                |                           |                           |

### ウスター侯爵（1643年）
| 肖像 | 爵位の代数 名前 （生没年）                                               | 受爵期間                      | 続柄     | その他の爵位                             |
| --- | ------------------------------------------------------------------------ | ----------------------------- | -------- | ---------------------------------------- |
| | 初代ウスター侯爵 ヘンリー・サマセット (Henry Somerset) （1577-1646）     | 1642年3月2日 - 1646年12月18日 |          | ウスター伯 ハーバート男爵                |
| | 第2代ウスター侯爵 エドワード・サマセット (Edward Somerset) （1602-1667） | 1646年12月18日 - 1667年4月3日 | 先代の子 | ウスター伯 ハーバート男爵                |
| | 第3代ウスター侯爵 ヘンリー・サマセット (Henry Somerset) （1629-1700）    | 1667年4月3日 - 1700年1月21日  | 先代の子 | ボーフォート公 ウスター伯 ハーバート男爵 |
| 1682年12月2日にボーフォート公爵に叙される。以降ボーフォート公爵位と継承者が同じ。下記のボーフォート公爵の欄参照。 |                                                                          |                               |          |                                          |

### ボーフォート公爵（1682年）
| 肖像 | 爵位の代数 名前 （生没年） | 受爵期間                        | 続柄               | その他の爵位                                        |
| ---- | --- | ------------------------------- | ------------------ | --------------------------------------------------- |
|      | 初代ボーフォート公爵 ヘンリー・サマセット (Henry Somerset) （1629-1700）                                                                        | 1682年12月2日 - 1700年1月21日   |                    | ウスター侯 ウスター伯 ハーバート男爵                |
|      | 第2代ボーフォート公爵 ヘンリー・サマセット (Henry Somerset) （1684-1714）                                                                       | 1700年1月21日 - 1714年5月24日   | 先代の孫           | ウスター侯 ウスター伯 ハーバート男爵                |
|      | 第3代ボーフォート公爵 ヘンリー・サマセット＝スキューダモア (Henry Somerset-Scudamore) （1707-1745）                                             | 1714年5月24日 - 1745年2月24日   | 先代の子           | ウスター侯 ウスター伯 ハーバート男爵                |
|      | 第4代ボーフォート公爵 チャールズ・ノエル・サマセット (Charles Noel Somerset) （1709-1756）                                                      | 1745年2月24日 - 1756年10月28日  | 先代の弟           | ウスター侯 ウスター伯 ハーバート男爵                |
|      | 第5代ボーフォート公爵 ヘンリー・サマセット (Henry Somerset) （1744-1803）                                                                       | 1756年10月28日 - 1803年10月11日 | 先代の子           | ウスター侯 ウスター伯 ハーバート男爵 ボトトート男爵 |
|      | 第6代ボーフォート公爵 ヘンリー・チャールズ・サマセット (Henry Charles Somerset) （1766-1835）                                                   | 1803年10月11日 - 1835年11月23日 | 先代の子           | ウスター侯 ウスター伯 ハーバート男爵 ボトトート男爵 |
|      | 第7代ボーフォート公爵 ヘンリー・サマセット (Henry Somerset) （1792-1853）                                                                       | 1835年11月23日 - 1853年11月17日 | 先代の子           | ウスター侯 ウスター伯 ハーバート男爵 ボトトート男爵 |
|      | 第8代ボーフォート公爵 ヘンリー・チャールズ・フィッツロイ・サマセット (Henry Charles FitzRoy Somerset) （1824-1899）                             | 1853年11月17日 - 1899年4月30日  | 先代の子           | ウスター侯 ウスター伯 ハーバート男爵 ボトトート男爵 |
|      | 第9代ボーフォート公爵 ヘンリー・アデルバート・ウェリントン・フィッツロイ・サマセット (Henry Adelbert Wellington FitzRoy Somerset) （1847-1924） | 1899年4月30日 - 1924年11月24日  | 先代の子           | ウスター侯 ウスター伯 ハーバート男爵 ボトトート男爵 |
|      | 第10代ボーフォート公爵 ヘンリー・ヒュー・アーサー・フィッツロイ・サマセット (Henry Hugh Arthur FitzRoy Somerset) （1900-1984）                  | 1924年11月24日 - 1984年2月5日   | 先代の子           | ウスター侯 ウスター伯 ハーバート男爵 ボトトート男爵 |
|      | 第11代ボーフォート公爵 デイヴィッド・ロバート・サマセット (David Robert Somerset) （1928-2017）                                                 | 1984年2月5日 - 2017年8月16日    | 先代の又従兄弟の子 | ウスター侯 ウスター伯                               |
|      | 第12代ボーフォート公爵 ヘンリー・ジョン・フィッツロイ・サマセット (Henry John FitzRoy Somerset) （1952-）                                       | 2017年8月16日 - 受爵中          | 先代の子           | ウスター侯 ウスター伯                               |

### 爵位継承順位
1. ウスター侯爵ヘンリー・ロバート・フィッツロイ・サマセット(Henry Robert FitzRoy Somerset, Marquess of Worcester, 1989-) 現当主の長男
2. アレグザンダー・ローン・サマセット卿 (Lord Alexander Lorne Somerset, 1995-) 現当主の次男
3. エドワード・サマセット卿 (Lord Edward Somerset, 1958-) 現当主の弟
4. ジョン・サマセット卿 (Lord John Somerset, 1964-) 現当主の弟
5. ライル・サマセット (Lyle Somerset, 1991-) 上記の息子

これ以降は5代公からの分流が継承資格者

## 家系図
|                                                                                                |                                                                                                |                                                                                                |                                                                                                | イングランド王 エドワード3世 (1312-1377)                                                       |                                                                                                |                                                                                 |                                                                                 |                                                                                       |                                                                                   |                                                                                   |                                                                                   |                                                                                   |                                                                                   |                                                       |                                                       |                                                   |                                                   |                                                   |                                                   |                                                   |                                                   |  |  |  |  |  |  |
|                                                                                                |                                                                                                |                                                                                                |                                                                                                |                                                                                                |                                                                                                |                                                                                 |                                                                                 |                                                                                       |                                                                                   |                                                                                   |                                                                                   |                                                                                   |                                                                                   |                                                       |                                                       |                                                   |                                                   |                                                   |                                                   |                                                   |                                                   |  |  |  |  |  |  |
|                                                                                                |                                                                                                |                                                                                                |                                                                                                | 初代ランカスター公 ジョン・オブ・ゴーント (1340-1399)                                          |                                                                                                |                                                                                 |                                                                                 |                                                                                       |                                                                                   |                                                                                   |                                                                                   |                                                                                   |                                                                                   |                                                       |                                                       |                                                   |                                                   |                                                   |                                                   |                                                   |                                                   |  |  |  |  |  |  |
|                                                                                                |                                                                                                |                                                                                                |                                                                                                |                                                                                                |                                                                                                |                                                                                 |                                                                                 |                                                                                       |                                                                                   |                                                                                   |                                                                                   |                                                                                   |                                                                                   |                                                       |                                                       |                                                   |                                                   |                                                   |                                                   |                                                   |                                                   |  |  |  |  |  |  |
|                                                                                                |                                                                                                |                                                                                                |                                                                                                | 初代サマセット伯 ジョン・ボーフォート (1371頃-1410)                                            |                                                                                                |                                                                                 |                                                                                 |                                                                                       |                                                                                   |                                                                                   |                                                                                   |                                                                                   |                                                                                   |                                                       |                                                       |                                                   |                                                   |                                                   |                                                   |                                                   |                                                   |  |  |  |  |  |  |
|                                                                                                |                                                                                                |                                                                                                |                                                                                                |                                                                                                |                                                                                                |                                                                                 |                                                                                 |                                                                                       |                                                                                   |                                                                                   |                                                                                   |                                                                                   |                                                                                   |                                                       |                                                       |                                                   |                                                   |                                                   |                                                   |                                                   |                                                   |  |  |  |  |  |  |
|                                                                                                |                                                                                                |                                                                                                |                                                                                                | 2代サマセット公 エドモンド・ボーフォート (1406 -1455)                                          |                                                                                                |                                                                                 |                                                                                 |                                                                                       |                                                                                   |                                                                                   |                                                                                   |                                                                                   |                                                                                   |                                                       |                                                       |                                                   |                                                   |                                                   |                                                   |                                                   |                                                   |  |  |  |  |  |  |
|                                                                                                |                                                                                                |                                                                                                |                                                                                                |                                                                                                |                                                                                                |                                                                                 |                                                                                 |                                                                                       |                                                                                   |                                                                                   |                                                                                   |                                                                                   |                                                                                   |                                                       |                                                       |                                                   |                                                   |                                                   |                                                   |                                                   |                                                   |  |  |  |  |  |  |
|                                                                                                |                                                                                                |                                                                                                |                                                                                                | 3代サマセット公 ヘンリー・ボーフォート (1436-1464)                                             |                                                                                                |                                                                                 |                                                                                 |                                                                                       |                                                                                   |                                                                                   |                                                                                   |                                                                                   |                                                                                   |                                                       |                                                       |                                                   |                                                   |                                                   |                                                   |                                                   |                                                   |  |  |  |  |  |  |
|                                                                                                |                                                                                                |                                                                                                |                                                                                                |                                                                                                |                                                                                                |                                                                                 |                                                                                 |                                                                                       |                                                                                   |                                                                                   |                                                                                   |                                                                                   |                                                                                   |                                                       |                                                       |                                                   |                                                   |                                                   |                                                   |                                                   |                                                   |  |  |  |  |  |  |
|                                                                                                |                                                                                                |                                                                                                |                                                                                                | 1514年ウスター伯爵                                                                             |                                                                                                |                                                                                 |                                                                                 |                                                                                       |                                                                                   |                                                                                   |                                                                                   |                                                                                   |                                                                                   |                                                       |                                                       |                                                   |                                                   |                                                   |                                                   |                                                   |                                                   |  |  |  |  |  |  |
|                                                                                                |                                                                                                |                                                                                                |                                                                                                | 初代ウスター伯 チャールズ・サマセット (1460頃–1526)                                            |                                                                                                |                                                                                 |                                                                                 |                                                                                       |                                                                                   |                                                                                   |                                                                                   |                                                                                   |                                                                                   |                                                       |                                                       |                                                   |                                                   |                                                   |                                                   |                                                   |                                                   |  |  |  |  |  |  |
|                                                                                                |                                                                                                |                                                                                                |                                                                                                |                                                                                                |                                                                                                |                                                                                 |                                                                                 |                                                                                       |                                                                                   |                                                                                   |                                                                                   |                                                                                   |                                                                                   |                                                       |                                                       |                                                   |                                                   |                                                   |                                                   |                                                   |                                                   |  |  |  |  |  |  |
|                                                                                                |                                                                                                |                                                                                                |                                                                                                | 2代ウスター伯 ヘンリー・サマセット (1495頃–1548)                                               |                                                                                                |                                                                                 |                                                                                 |                                                                                       |                                                                                   |                                                                                   |                                                                                   |                                                                                   |                                                                                   |                                                       |                                                       |                                                   |                                                   |                                                   |                                                   |                                                   |                                                   |  |  |  |  |  |  |
|                                                                                                |                                                                                                |                                                                                                |                                                                                                |                                                                                                |                                                                                                |                                                                                 |                                                                                 |                                                                                       |                                                                                   |                                                                                   |                                                                                   |                                                                                   |                                                                                   |                                                       |                                                       |                                                   |                                                   |                                                   |                                                   |                                                   |                                                   |  |  |  |  |  |  |
|                                                                                                |                                                                                                |                                                                                                |                                                                                                | 3代ウスター伯 'ウィリアム・サマセット (1526頃–1589)                                            |                                                                                                |                                                                                 |                                                                                 |                                                                                       |                                                                                   |                                                                                   |                                                                                   |                                                                                   |                                                                                   |                                                       |                                                       |                                                   |                                                   |                                                   |                                                   |                                                   |                                                   |  |  |  |  |  |  |
|                                                                                                |                                                                                                |                                                                                                |                                                                                                |                                                                                                |                                                                                                |                                                                                 |                                                                                 |                                                                                       |                                                                                   |                                                                                   |                                                                                   |                                                                                   |                                                                                   |                                                       |                                                       |                                                   |                                                   |                                                   |                                                   |                                                   |                                                   |  |  |  |  |  |  |
|                                                                                                |                                                                                                |                                                                                                |                                                                                                | 4代ウスター伯 エドワード・サマセット (1553–1628)                                               |                                                                                                |                                                                                 |                                                                                 |                                                                                       |                                                                                   |                                                                                   |                                                                                   |                                                                                   |                                                                                   |                                                       |                                                       |                                                   |                                                   |                                                   |                                                   |                                                   |                                                   |  |  |  |  |  |  |
|                                                                                                |                                                                                                |                                                                                                |                                                                                                |                                                                                                |                                                                                                |                                                                                 |                                                                                 |                                                                                       |                                                                                   |                                                                                   |                                                                                   |                                                                                   |                                                                                   |                                                       |                                                       |                                                   |                                                   |                                                   |                                                   |                                                   |                                                   |  |  |  |  |  |  |
|                                                                                                |                                                                                                |                                                                                                |                                                                                                |                                                                                                |                                                                                                |                                                                                 |                                                                                 |                                                                                       |                                                                                   |                                                                                   |                                                                                   |                                                                                   |                                                                                   |                                                       |                                                       |                                                   |                                                   |                                                   |                                                   |                                                   |                                                   |  |  |  |  |  |  |
| 1642年ウスター侯                                                                               | 1642年ウスター侯                                                                               | 1642年ウスター侯                                                                               | 1642年ウスター侯                                                                               | 1642年ウスター侯                                                                               | 1642年ウスター侯                                                                               |                                                                                 |                                                                                 | 1626年サマセット子爵                                                                  | 1626年サマセット子爵                                                              | 1626年サマセット子爵                                                              | 1626年サマセット子爵                                                              | 1626年サマセット子爵                                                              | 1626年サマセット子爵                                                              |                                                       |                                                       |                                                   |                                                   |                                                   |                                                   |                                                   |                                                   |  |  |  |  |  |  |
| 1642年ウスター侯                                                                               | 1642年ウスター侯                                                                               | 1642年ウスター侯                                                                               | 1642年ウスター侯                                                                               | 1642年ウスター侯                                                                               | 1642年ウスター侯                                                                               | 初代ウスター侯 5代ウスター伯 ヘンリー・サマセット (1577–1646)                   | 初代ウスター侯 5代ウスター伯 ヘンリー・サマセット (1577–1646)                   | 初代ウスター侯 5代ウスター伯 ヘンリー・サマセット (1577–1646)                         | 初代ウスター侯 5代ウスター伯 ヘンリー・サマセット (1577–1646)                     | 初代ウスター侯 5代ウスター伯 ヘンリー・サマセット (1577–1646)                     | 初代ウスター侯 5代ウスター伯 ヘンリー・サマセット (1577–1646)                     | 1626年サマセット子爵                                                              | 1626年サマセット子爵                                                              |                                                       |                                                       | 初代サマセット子爵 トマス・サマセット (1579–1651) | 初代サマセット子爵 トマス・サマセット (1579–1651) | 初代サマセット子爵 トマス・サマセット (1579–1651) | 初代サマセット子爵 トマス・サマセット (1579–1651) | 初代サマセット子爵 トマス・サマセット (1579–1651) | 初代サマセット子爵 トマス・サマセット (1579–1651) |  |  |  |  |  |  |
|                                                                                                |                                                                                                |                                                                                                |                                                                                                |                                                                                                |                                                                                                | 初代ウスター侯 5代ウスター伯 ヘンリー・サマセット (1577–1646)                   | 初代ウスター侯 5代ウスター伯 ヘンリー・サマセット (1577–1646)                   | 初代ウスター侯 5代ウスター伯 ヘンリー・サマセット (1577–1646)                         | 初代ウスター侯 5代ウスター伯 ヘンリー・サマセット (1577–1646)                     | 初代ウスター侯 5代ウスター伯 ヘンリー・サマセット (1577–1646)                     | 初代ウスター侯 5代ウスター伯 ヘンリー・サマセット (1577–1646)                     |                                                                                   |                                                                                   |                                                       |                                                       | 初代サマセット子爵 トマス・サマセット (1579–1651) | 初代サマセット子爵 トマス・サマセット (1579–1651) | 初代サマセット子爵 トマス・サマセット (1579–1651) | 初代サマセット子爵 トマス・サマセット (1579–1651) | 初代サマセット子爵 トマス・サマセット (1579–1651) | 初代サマセット子爵 トマス・サマセット (1579–1651) |  |  |  |  |  |  |
| 2代ウスター侯 6代ウスター伯 エドワード・サマセット (1601–1667)                                 |                                                                                                |                                                                                                |                                                                                                |                                                                                                |                                                                                                |                                                                                 |                                                                                 |                                                                                       |                                                                                   |                                                                                   |                                                                                   |                                                                                   |                                                                                   |                                                       |                                                       |                                                   |                                                   |                                                   |                                                   |                                                   |                                                   |  |  |  |  |  |  |
|                                                                                                |                                                                                                |                                                                                                |                                                                                                |                                                                                                |                                                                                                |                                                                                 |                                                                                 |                                                                                       |                                                                                   |                                                                                   |                                                                                   |                                                                                   |                                                                                   |                                                       |                                                       |                                                   |                                                   |                                                   |                                                   |                                                   |                                                   |  |  |  |  |  |  |
| 1682年ボーフォート公                                                                           |                                                                                                |                                                                                                |                                                                                                |                                                                                                |                                                                                                |                                                                                 |                                                                                 |                                                                                       |                                                                                   |                                                                                   |                                                                                   |                                                                                   |                                                                                   |                                                       |                                                       |                                                   |                                                   |                                                   |                                                   |                                                   |                                                   |  |  |  |  |  |  |
| 初代ボーフォート公 3代ウスター侯 7代ウスター伯 ヘンリー・サマセット (1629–1700)                |                                                                                                |                                                                                                |                                                                                                |                                                                                                |                                                                                                |                                                                                 |                                                                                 |                                                                                       |                                                                                   |                                                                                   |                                                                                   |                                                                                   |                                                                                   |                                                       |                                                       |                                                   |                                                   |                                                   |                                                   |                                                   |                                                   |  |  |  |  |  |  |
|                                                                                                |                                                                                                |                                                                                                |                                                                                                |                                                                                                |                                                                                                |                                                                                 |                                                                                 |                                                                                       |                                                                                   |                                                                                   |                                                                                   |                                                                                   |                                                                                   |                                                       |                                                       |                                                   |                                                   |                                                   |                                                   |                                                   |                                                   |  |  |  |  |  |  |
| ウスター侯爵(儀礼称号) チャールズ・サマセット (1660–1698)                                      |                                                                                                |                                                                                                |                                                                                                |                                                                                                |                                                                                                |                                                                                 |                                                                                 |                                                                                       |                                                                                   |                                                                                   |                                                                                   |                                                                                   |                                                                                   |                                                       |                                                       |                                                   |                                                   |                                                   |                                                   |                                                   |                                                   |  |  |  |  |  |  |
|                                                                                                |                                                                                                |                                                                                                |                                                                                                |                                                                                                |                                                                                                |                                                                                 |                                                                                 |                                                                                       |                                                                                   |                                                                                   |                                                                                   |                                                                                   |                                                                                   |                                                       |                                                       |                                                   |                                                   |                                                   |                                                   |                                                   |                                                   |  |  |  |  |  |  |
| 2代ボーフォート公 4代ウスター侯 8代ウスター伯 ヘンリー・サマセット (1684–1714)                 |                                                                                                |                                                                                                |                                                                                                |                                                                                                |                                                                                                |                                                                                 |                                                                                 |                                                                                       |                                                                                   |                                                                                   |                                                                                   |                                                                                   |                                                                                   |                                                       |                                                       |                                                   |                                                   |                                                   |                                                   |                                                   |                                                   |  |  |  |  |  |  |
|                                                                                                |                                                                                                |                                                                                                |                                                                                                |                                                                                                |                                                                                                |                                                                                 |                                                                                 |                                                                                       |                                                                                   |                                                                                   |                                                                                   |                                                                                   |                                                                                   |                                                       |                                                       |                                                   |                                                   |                                                   |                                                   |                                                   |                                                   |  |  |  |  |  |  |
|                                                                                                |                                                                                                |                                                                                                |                                                                                                |                                                                                                |                                                                                                |                                                                                 |                                                                                 |                                                                                       |                                                                                   |                                                                                   |                                                                                   |                                                                                   |                                                                                   |                                                       |                                                       |                                                   |                                                   |                                                   |                                                   |                                                   |                                                   |  |  |  |  |  |  |
| 3代ボーフォート公 5代ウスター侯 9代ウスター伯 ヘンリー・サマセット＝スキューダモア (1707–1745) | 3代ボーフォート公 5代ウスター侯 9代ウスター伯 ヘンリー・サマセット＝スキューダモア (1707–1745) | 3代ボーフォート公 5代ウスター侯 9代ウスター伯 ヘンリー・サマセット＝スキューダモア (1707–1745) | 3代ボーフォート公 5代ウスター侯 9代ウスター伯 ヘンリー・サマセット＝スキューダモア (1707–1745) | 3代ボーフォート公 5代ウスター侯 9代ウスター伯 ヘンリー・サマセット＝スキューダモア (1707–1745) | 3代ボーフォート公 5代ウスター侯 9代ウスター伯 ヘンリー・サマセット＝スキューダモア (1707–1745) |                                                                                 |                                                                                 | 4代ボーフォート公 6代ウスター侯 10代ウスター伯 チャールズ・サマセット (1709–1756)     | 4代ボーフォート公 6代ウスター侯 10代ウスター伯 チャールズ・サマセット (1709–1756) | 4代ボーフォート公 6代ウスター侯 10代ウスター伯 チャールズ・サマセット (1709–1756) | 4代ボーフォート公 6代ウスター侯 10代ウスター伯 チャールズ・サマセット (1709–1756) | 4代ボーフォート公 6代ウスター侯 10代ウスター伯 チャールズ・サマセット (1709–1756) | 4代ボーフォート公 6代ウスター侯 10代ウスター伯 チャールズ・サマセット (1709–1756) |                                                       |                                                       |                                                   |                                                   |                                                   |                                                   |                                                   |                                                   |  |  |  |  |  |  |
| 3代ボーフォート公 5代ウスター侯 9代ウスター伯 ヘンリー・サマセット＝スキューダモア (1707–1745) | 3代ボーフォート公 5代ウスター侯 9代ウスター伯 ヘンリー・サマセット＝スキューダモア (1707–1745) | 3代ボーフォート公 5代ウスター侯 9代ウスター伯 ヘンリー・サマセット＝スキューダモア (1707–1745) | 3代ボーフォート公 5代ウスター侯 9代ウスター伯 ヘンリー・サマセット＝スキューダモア (1707–1745) | 3代ボーフォート公 5代ウスター侯 9代ウスター伯 ヘンリー・サマセット＝スキューダモア (1707–1745) | 3代ボーフォート公 5代ウスター侯 9代ウスター伯 ヘンリー・サマセット＝スキューダモア (1707–1745) |                                                                                 |                                                                                 | 4代ボーフォート公 6代ウスター侯 10代ウスター伯 チャールズ・サマセット (1709–1756)     | 4代ボーフォート公 6代ウスター侯 10代ウスター伯 チャールズ・サマセット (1709–1756) | 4代ボーフォート公 6代ウスター侯 10代ウスター伯 チャールズ・サマセット (1709–1756) | 4代ボーフォート公 6代ウスター侯 10代ウスター伯 チャールズ・サマセット (1709–1756) | 4代ボーフォート公 6代ウスター侯 10代ウスター伯 チャールズ・サマセット (1709–1756) | 4代ボーフォート公 6代ウスター侯 10代ウスター伯 チャールズ・サマセット (1709–1756) |                                                       |                                                       |                                                   |                                                   |                                                   |                                                   |                                                   |                                                   |  |  |  |  |  |  |
|                                                                                                |                                                                                                |                                                                                                |                                                                                                |                                                                                                |                                                                                                |                                                                                 |                                                                                 | 5代ボーフォート公 7代ウスター侯 11代ウスター伯 ヘンリー・サマセット (1744–1803)       |                                                                                   |                                                                                   |                                                                                   |                                                                                   |                                                                                   |                                                       |                                                       |                                                   |                                                   |                                                   |                                                   |                                                   |                                                   |  |  |  |  |  |  |
|                                                                                                |                                                                                                |                                                                                                |                                                                                                |                                                                                                |                                                                                                |                                                                                 |                                                                                 |                                                                                       |                                                                                   |                                                                                   |                                                                                   |                                                                                   |                                                                                   |                                                       |                                                       |                                                   |                                                   |                                                   |                                                   |                                                   |                                                   |  |  |  |  |  |  |
|                                                                                                |                                                                                                |                                                                                                |                                                                                                |                                                                                                |                                                                                                |                                                                                 |                                                                                 |                                                                                       |                                                                                   |                                                                                   |                                                                                   |                                                                                   |                                                                                   |                                                       |                                                       |                                                   |                                                   |                                                   |                                                   |                                                   |                                                   |  |  |  |  |  |  |
|                                                                                                |                                                                                                |                                                                                                |                                                                                                |                                                                                                |                                                                                                |                                                                                 |                                                                                 |                                                                                       |                                                                                   | 1852年ラグラン男爵                                                                |                                                                                   |                                                                                   |                                                                                   |                                                       |                                                       |                                                   |                                                   |                                                   |                                                   |                                                   |                                                   |  |  |  |  |  |  |
|                                                                                                |                                                                                                | 6代ボーフォート公 8代ウスター侯 12代ウスター伯 ヘンリー・サマセット (1766–1835)                | 6代ボーフォート公 8代ウスター侯 12代ウスター伯 ヘンリー・サマセット (1766–1835)                | 6代ボーフォート公 8代ウスター侯 12代ウスター伯 ヘンリー・サマセット (1766–1835)                | 6代ボーフォート公 8代ウスター侯 12代ウスター伯 ヘンリー・サマセット (1766–1835)                | 6代ボーフォート公 8代ウスター侯 12代ウスター伯 ヘンリー・サマセット (1766–1835) | 6代ボーフォート公 8代ウスター侯 12代ウスター伯 ヘンリー・サマセット (1766–1835) |                                                                                       |                                                                                   | 初代ラグラン男爵 フィッツロイ・サマセット (1788–1855)                             | 初代ラグラン男爵 フィッツロイ・サマセット (1788–1855)                             | 初代ラグラン男爵 フィッツロイ・サマセット (1788–1855)                             | 初代ラグラン男爵 フィッツロイ・サマセット (1788–1855)                             | 初代ラグラン男爵 フィッツロイ・サマセット (1788–1855) | 初代ラグラン男爵 フィッツロイ・サマセット (1788–1855) |                                                   |                                                   |                                                   |                                                   |                                                   |                                                   |  |  |  |  |  |  |
|                                                                                                |                                                                                                | 6代ボーフォート公 8代ウスター侯 12代ウスター伯 ヘンリー・サマセット (1766–1835)                | 6代ボーフォート公 8代ウスター侯 12代ウスター伯 ヘンリー・サマセット (1766–1835)                | 6代ボーフォート公 8代ウスター侯 12代ウスター伯 ヘンリー・サマセット (1766–1835)                | 6代ボーフォート公 8代ウスター侯 12代ウスター伯 ヘンリー・サマセット (1766–1835)                | 6代ボーフォート公 8代ウスター侯 12代ウスター伯 ヘンリー・サマセット (1766–1835) | 6代ボーフォート公 8代ウスター侯 12代ウスター伯 ヘンリー・サマセット (1766–1835) |                                                                                       |                                                                                   | 初代ラグラン男爵 フィッツロイ・サマセット (1788–1855)                             | 初代ラグラン男爵 フィッツロイ・サマセット (1788–1855)                             | 初代ラグラン男爵 フィッツロイ・サマセット (1788–1855)                             | 初代ラグラン男爵 フィッツロイ・サマセット (1788–1855)                             | 初代ラグラン男爵 フィッツロイ・サマセット (1788–1855) | 初代ラグラン男爵 フィッツロイ・サマセット (1788–1855) |                                                   |                                                   |                                                   |                                                   |                                                   |                                                   |  |  |  |  |  |  |
|                                                                                                |                                                                                                |                                                                                                |                                                                                                |                                                                                                |                                                                                                |                                                                                 |                                                                                 |                                                                                       |                                                                                   | ラグラン男爵家へ                                                                  |                                                                                   |                                                                                   |                                                                                   |                                                       |                                                       |                                                   |                                                   |                                                   |                                                   |                                                   |                                                   |  |  |  |  |  |  |
|                                                                                                |                                                                                                | 7代ボーフォート公 9代ウスター侯 13代ウスター伯 ヘンリー・サマセット (1792–1853)                |                                                                                                |                                                                                                |                                                                                                |                                                                                 |                                                                                 |                                                                                       |                                                                                   |                                                                                   |                                                                                   |                                                                                   |                                                                                   |                                                       |                                                       |                                                   |                                                   |                                                   |                                                   |                                                   |                                                   |  |  |  |  |  |  |
|                                                                                                |                                                                                                |                                                                                                |                                                                                                |                                                                                                |                                                                                                |                                                                                 |                                                                                 |                                                                                       |                                                                                   |                                                                                   |                                                                                   |                                                                                   |                                                                                   |                                                       |                                                       |                                                   |                                                   |                                                   |                                                   |                                                   |                                                   |  |  |  |  |  |  |
|                                                                                                |                                                                                                | 8代ボーフォート公 10代ウスター侯 14代ウスター伯 ヘンリー・サマセット (1824–1899)               |                                                                                                |                                                                                                |                                                                                                |                                                                                 |                                                                                 |                                                                                       |                                                                                   |                                                                                   |                                                                                   |                                                                                   |                                                                                   |                                                       |                                                       |                                                   |                                                   |                                                   |                                                   |                                                   |                                                   |  |  |  |  |  |  |
|                                                                                                |                                                                                                |                                                                                                |                                                                                                |                                                                                                |                                                                                                |                                                                                 |                                                                                 |                                                                                       |                                                                                   |                                                                                   |                                                                                   |                                                                                   |                                                                                   |                                                       |                                                       |                                                   |                                                   |                                                   |                                                   |                                                   |                                                   |  |  |  |  |  |  |
|                                                                                                |                                                                                                |                                                                                                |                                                                                                |                                                                                                |                                                                                                |                                                                                 |                                                                                 |                                                                                       |                                                                                   |                                                                                   |                                                                                   |                                                                                   |                                                                                   |                                                       |                                                       |                                                   |                                                   |                                                   |                                                   |                                                   |                                                   |  |  |  |  |  |  |
| 9代ボーフォート公 11代ウスター侯 15代ウスター伯 ヘンリー・サマセット (1847–1924)               | 9代ボーフォート公 11代ウスター侯 15代ウスター伯 ヘンリー・サマセット (1847–1924)               | 9代ボーフォート公 11代ウスター侯 15代ウスター伯 ヘンリー・サマセット (1847–1924)               | 9代ボーフォート公 11代ウスター侯 15代ウスター伯 ヘンリー・サマセット (1847–1924)               | 9代ボーフォート公 11代ウスター侯 15代ウスター伯 ヘンリー・サマセット (1847–1924)               | 9代ボーフォート公 11代ウスター侯 15代ウスター伯 ヘンリー・サマセット (1847–1924)               |                                                                                 |                                                                                 | ヘンリー・サマセット (1849–1932)                                                      | ヘンリー・サマセット (1849–1932)                                                  | ヘンリー・サマセット (1849–1932)                                                  | ヘンリー・サマセット (1849–1932)                                                  | ヘンリー・サマセット (1849–1932)                                                  | ヘンリー・サマセット (1849–1932)                                                  |                                                       |                                                       |                                                   |                                                   |                                                   |                                                   |                                                   |                                                   |  |  |  |  |  |  |
| 9代ボーフォート公 11代ウスター侯 15代ウスター伯 ヘンリー・サマセット (1847–1924)               | 9代ボーフォート公 11代ウスター侯 15代ウスター伯 ヘンリー・サマセット (1847–1924)               | 9代ボーフォート公 11代ウスター侯 15代ウスター伯 ヘンリー・サマセット (1847–1924)               | 9代ボーフォート公 11代ウスター侯 15代ウスター伯 ヘンリー・サマセット (1847–1924)               | 9代ボーフォート公 11代ウスター侯 15代ウスター伯 ヘンリー・サマセット (1847–1924)               | 9代ボーフォート公 11代ウスター侯 15代ウスター伯 ヘンリー・サマセット (1847–1924)               |                                                                                 |                                                                                 | ヘンリー・サマセット (1849–1932)                                                      | ヘンリー・サマセット (1849–1932)                                                  | ヘンリー・サマセット (1849–1932)                                                  | ヘンリー・サマセット (1849–1932)                                                  | ヘンリー・サマセット (1849–1932)                                                  | ヘンリー・サマセット (1849–1932)                                                  |                                                       |                                                       |                                                   |                                                   |                                                   |                                                   |                                                   |                                                   |  |  |  |  |  |  |
| 10代ボーフォート公 12代ウスター侯 16代ウスター伯 ヘンリー・サマセット (1900–1984)              | 10代ボーフォート公 12代ウスター侯 16代ウスター伯 ヘンリー・サマセット (1900–1984)              | 10代ボーフォート公 12代ウスター侯 16代ウスター伯 ヘンリー・サマセット (1900–1984)              | 10代ボーフォート公 12代ウスター侯 16代ウスター伯 ヘンリー・サマセット (1900–1984)              | 10代ボーフォート公 12代ウスター侯 16代ウスター伯 ヘンリー・サマセット (1900–1984)              | 10代ボーフォート公 12代ウスター侯 16代ウスター伯 ヘンリー・サマセット (1900–1984)              |                                                                                 |                                                                                 | ヘンリー・サマセット (1874–1945)                                                      | ヘンリー・サマセット (1874–1945)                                                  | ヘンリー・サマセット (1874–1945)                                                  | ヘンリー・サマセット (1874–1945)                                                  | ヘンリー・サマセット (1874–1945)                                                  | ヘンリー・サマセット (1874–1945)                                                  |                                                       |                                                       |                                                   |                                                   |                                                   |                                                   |                                                   |                                                   |  |  |  |  |  |  |
| 10代ボーフォート公 12代ウスター侯 16代ウスター伯 ヘンリー・サマセット (1900–1984)              | 10代ボーフォート公 12代ウスター侯 16代ウスター伯 ヘンリー・サマセット (1900–1984)              | 10代ボーフォート公 12代ウスター侯 16代ウスター伯 ヘンリー・サマセット (1900–1984)              | 10代ボーフォート公 12代ウスター侯 16代ウスター伯 ヘンリー・サマセット (1900–1984)              | 10代ボーフォート公 12代ウスター侯 16代ウスター伯 ヘンリー・サマセット (1900–1984)              | 10代ボーフォート公 12代ウスター侯 16代ウスター伯 ヘンリー・サマセット (1900–1984)              |                                                                                 |                                                                                 | ヘンリー・サマセット (1874–1945)                                                      | ヘンリー・サマセット (1874–1945)                                                  | ヘンリー・サマセット (1874–1945)                                                  | ヘンリー・サマセット (1874–1945)                                                  | ヘンリー・サマセット (1874–1945)                                                  | ヘンリー・サマセット (1874–1945)                                                  |                                                       |                                                       |                                                   |                                                   |                                                   |                                                   |                                                   |                                                   |  |  |  |  |  |  |
|                                                                                                |                                                                                                |                                                                                                |                                                                                                |                                                                                                |                                                                                                |                                                                                 |                                                                                 | ヘンリー・サマセット (1898–1965)                                                      |                                                                                   |                                                                                   |                                                                                   |                                                                                   |                                                                                   |                                                       |                                                       |                                                   |                                                   |                                                   |                                                   |                                                   |                                                   |  |  |  |  |  |  |
|                                                                                                |                                                                                                |                                                                                                |                                                                                                |                                                                                                |                                                                                                |                                                                                 |                                                                                 |                                                                                       |                                                                                   |                                                                                   |                                                                                   |                                                                                   |                                                                                   |                                                       |                                                       |                                                   |                                                   |                                                   |                                                   |                                                   |                                                   |  |  |  |  |  |  |
|                                                                                                |                                                                                                |                                                                                                |                                                                                                |                                                                                                |                                                                                                |                                                                                 |                                                                                 | 11代ボーフォート公 13代ウスター侯 17代ウスター伯 デイヴィッド・サマセット (1928-2017) |                                                                                   |                                                                                   |                                                                                   |                                                                                   |                                                                                   |                                                       |                                                       |                                                   |                                                   |                                                   |                                                   |                                                   |                                                   |  |  |  |  |  |  |
|                                                                                                |                                                                                                |                                                                                                |                                                                                                |                                                                                                |                                                                                                |                                                                                 |                                                                                 |                                                                                       |                                                                                   |                                                                                   |                                                                                   |                                                                                   |                                                                                   |                                                       |                                                       |                                                   |                                                   |                                                   |                                                   |                                                   |                                                   |  |  |  |  |  |  |
|                                                                                                |                                                                                                |                                                                                                |                                                                                                |                                                                                                |                                                                                                |                                                                                 |                                                                                 | 12代ボーフォート公 14代ウスター侯 18代ウスター伯 ヘンリー・サマセット (1952-)         |                                                                                   |                                                                                   |                                                                                   |                                                                                   |                                                                                   |                                                       |                                                       |                                                   |                                                   |                                                   |                                                   |                                                   |                                                   |  |  |  |  |  |  |